# Musée de l'Homme
Il Musée de l'Homme (letteralmente "Museo dell'Uomo") è un museo etnografico di Parigi.
Fu creato da Paul Rivet in occasione dell'esposizione internazionale del 1937 ed era erede del museo etnografico del Trocadéro (Musée d'Ethnographie du Trocadéro), che era stato fondato nel 1878. Occupa la maggior parte dell'ala Passy del Palazzo Chaillot (Parigi XVI) e riunisce le più importanti collezioni francesi concernenti la definizione, la vita e la storia dell'uomo.
Ereditò le notevoli collezioni storiche del precedente Musée d'Ethnographie, costituite dal XVI secolo e provenienti dal Cabinet de Curiosités e dal Cabinet Royal. Queste collezioni etnografiche si arricchirono nel corso del XIX secolo e fino ad oggi, grazie alle spedizioni e alle missioni scientifiche in tutto il mondo, alle quali si aggiungono i doni o i depositi dei viaggiatori o dei collezionisti privati.
Il Musée de l'Homme ha come obiettivo di riunire in un'unica sede tutto ciò che concorre alla collocazione e alla definizione dell'essere umano:
- in rapporto alla sua catena evolutiva (preistoria),
- nella sua unità e nella sua diversità (antropologia biologica),
- nella sua espressione culturale e sociale (etnologia).

Questa triplice funzione lo rende un museo unico in Francia e un punto di riferimento per tutto il mondo.
Organismo di ricerca dipendente dal "ministero dell'educazione nazionale, della ricerca e della tecnologia" e dal "ministero per la sistemazione del territorio e l'ambiente", il Musée de l'Homme raggruppa tre laboratori del Museo nazionale di storia naturale, di Antropologia biologica, di Preistoria e di Etnologia. Vi si esprimono le quattro vocazioni del museo: la conservazione delle collezioni, la ricerca di base, l'insegnamento superiore e la diffusione delle conoscenze. Raggruppa diverse unità del CNRS e propone attività di formazione del 3° ciclo (DEA).
Una parte della collezione di etnologia sarà esposta al Musée du quai Branly.